# Cinuçen Tanrıkorur
Cinuçen Tanrıkorur (Istanbul, 20 février 1938 - 28 juin 2000) était un musicien, compositeur et musicologue turc. Il jouait du oud.
Il apprit le oud à 18 ans en plus du chant et de la composition. À 22 ans, il participa à la Radio d'Istanbul, puis à celle d'Ankara et à l'Université de Konya. Il écrivit une méthode pour le oud qui reçut des distinctions.
Il a composé une centaine de pièces tant vocales qu'instrumentales. Le mode (makam) Seddisaba est aussi sa création. Il a beaucoup écrit sur la musique ottomane.

## Discographie
- Turquie: Cinucen Tanrikorur
- Fasil
- Aziz Mahmud Hüdayi
- Cinucen Tanrikorur Eserleri